# O nai küsinnim
Az O nai küsinnim (hangul: 오 나의 귀신님, RR: O Naui Gwisinnim), angol címén Oh My Ghostess, 2015 májusában bemutatott dél-koreai televíziós sorozat, melyet a tvN csatorna vetített 2015. július 3. és 2015. augusztus 20. között Cso Dzsongszok (조정석, Jo Jung-suk), Pak Pojong (박보영, Park Bo-young), Kim Szulgi (김슬기, Kim Seul-gi), Im Dzsuhvan (임주환, Im Ju-hwan) főszereplésével.

## Szereplők
- Cso Dzsongszok (조정석, Jo Jung-suk): Kang Szonu (강선우, Kang Seonu)
- Pak Pojong (박보영, Park Bo-young): Na Bongszon (나봉선, Na Bong-sun)
- Kim Szulgi (김슬기, Kim Seul-gie): Sin Szune (신순애, Shin Soon-ae)
- Im Dzsuhvan (임주환, Lim Ju-hwan): Cshö Szongdzse (최성재, Choi Sung-jae)

## Adaptációk
2018 szeptemberében a sorozat kapott egy thaiföldi feldolgozást, ami a True4U-n került bemutatásra Thaiföldön, mindenhol máshol a Netflix kínálatában. A főszerepben Nuengthida Sophon szerepel Jiew-ként, Keerati Mahaprukpong Khaopunként és Arak Amornsupasiri pedig Artit séfként.